# Boredoms
Boredoms (ボアダムス) (lub V∞redoms) – japoński zespół grający noise rock.

## Członkowie

### Obecni członkowie
- Yamantaka Eye – wokal, syntezator,
- Senju Muneomi – wokal, syntezator, instrumenty perkusyjne,
- Yojiro – instrumenty perkusyjne,
- Yoshimi P-We – instrumenty perkusyjne,

### Byli członkowie
- Ikuo Taketani
- Tabata Mara
- Hosoi
- Makki Sasarato
- Yoshikawa Toyohito
- Hira
- Yamamoto Seiichi
- Hasegawa Chu
- ATR
- EDA
- God Mama

## Dyskografia
- 1986 – Anal by Anal
- 1988 – Onanie Bomb Meets the Sex Pistols
- 1988 – Boretronix 1
- 1989 – Boretronix 2
- 1989 – Soul Discharge
- 1990 – Boretronix 3
- 1992 – Wow 2
- 1993 – Pop Tatari
- 1993 – Super Roots
- 1994 – Chocolate Synthesizer
- 1994 – Super Roots 2
- 1994 – Super Roots 3
- 1995 – Super Roots 5
- 1996 – Super Roots 6
- 1996 – 2001 Boredoms
- 1998 – Super Roots 7
- 1998 – Super Go!!!!!
- 1998 – Super Ae
- 1998 – Super 77/Super Sky
- 1999 – Super Roots 8
- 1999 – Vision Creation Newsun EP
- 1999 – Vision Creation Newsun 2xCD Boxset
- 2000 – Vision Creation Newsun
- 2000 – Rebore Vol. 1
- 2000 – Rebore Vol. 2
- 2001 – Rebore Vol. 3
- 2001 – Rebore 0: Vision Recreation
- 2001 – Free (End of Session version)
- 2004 – Seadrum/House of Sun